# BMW Z4
BMW Z4 är en serie sportbilar, tillverkade av den tyska biltillverkaren BMW. 

## E85 (2002-2008)
Se vidare under huvudartikeln BMW E85.

## E89 (2009-16)
Se vidare under huvudartikeln BMW E89.

## G29 (2018- )
Se vidare under huvudartikeln BMW G29.

## Bilder

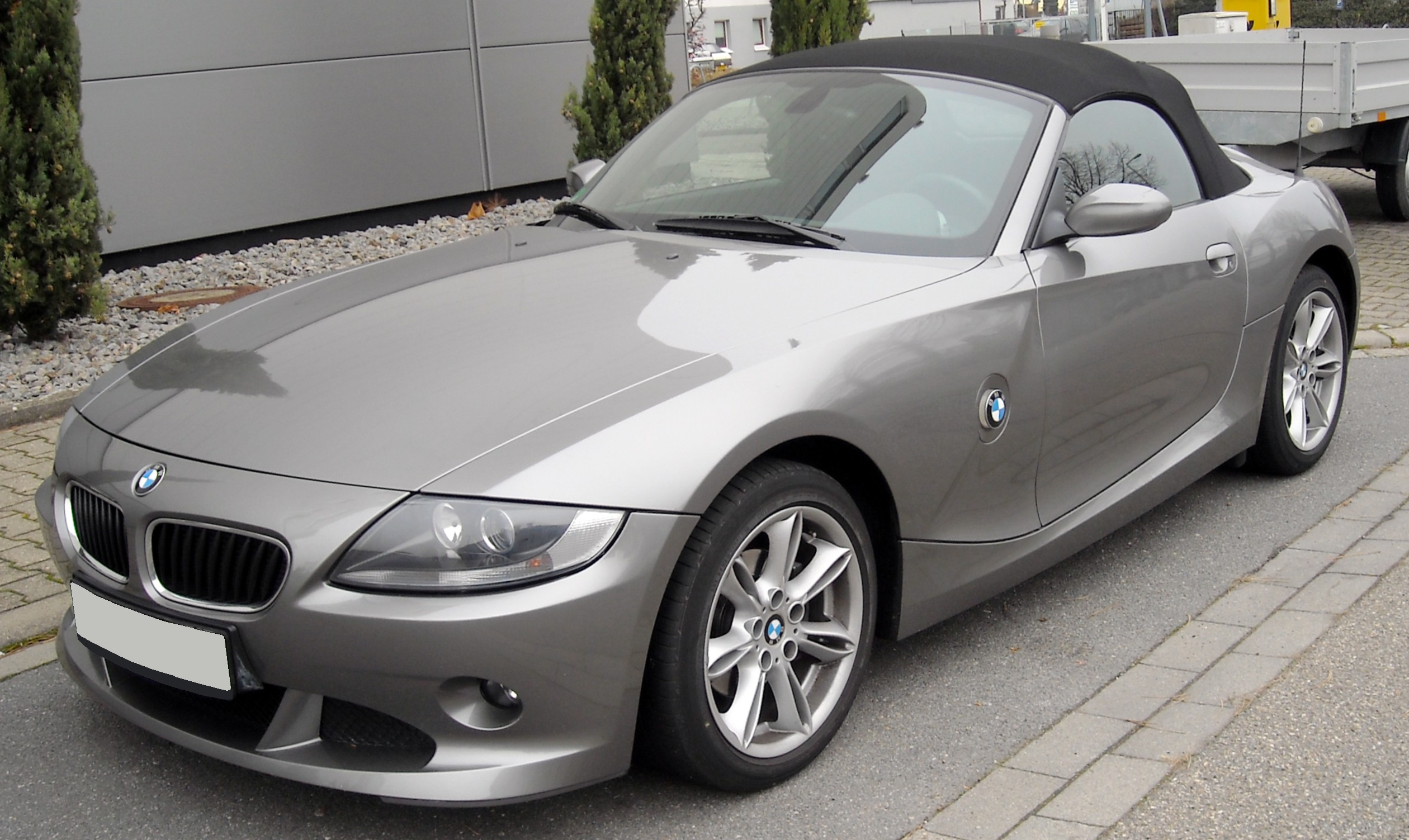
BMW E85.
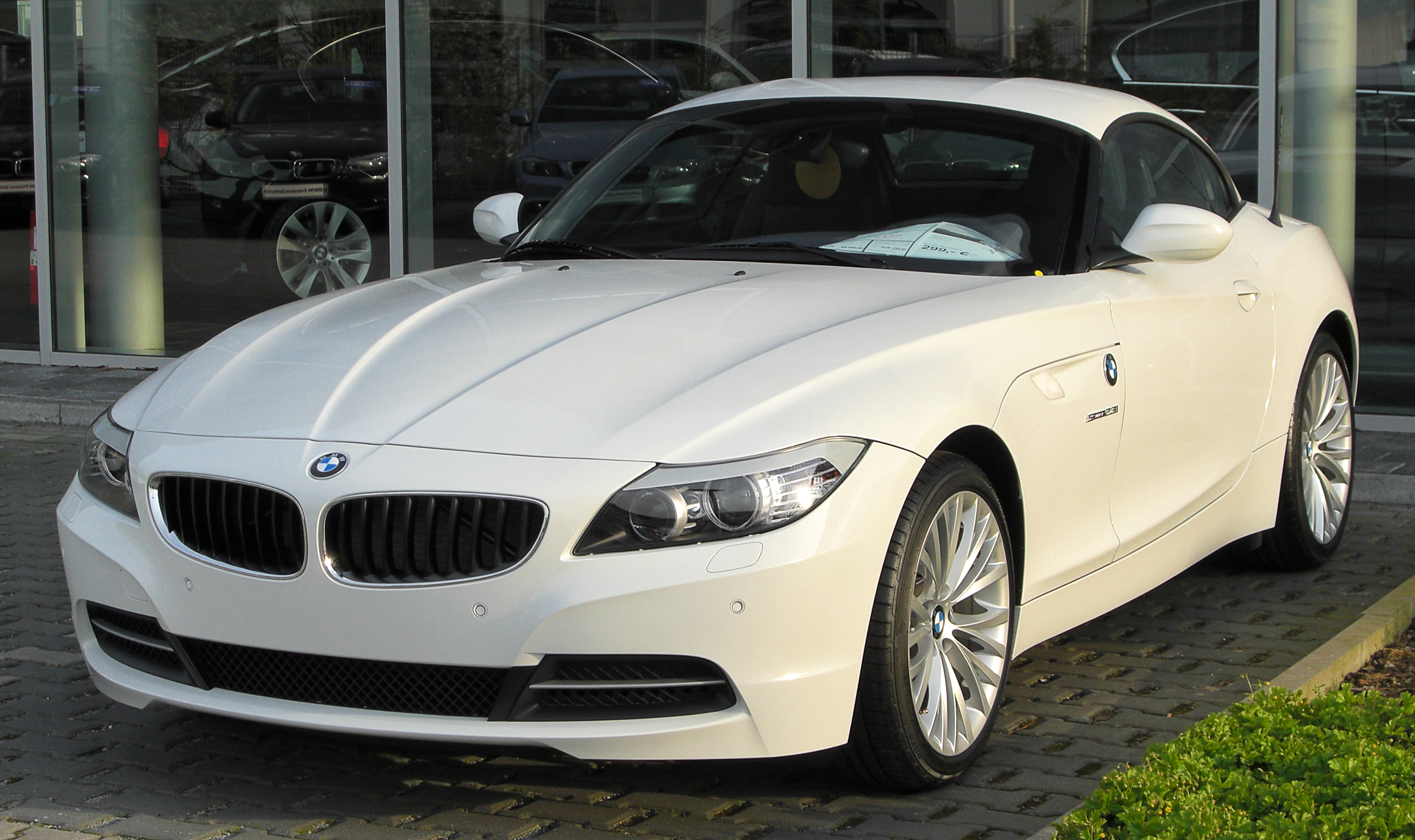
BMW E89.
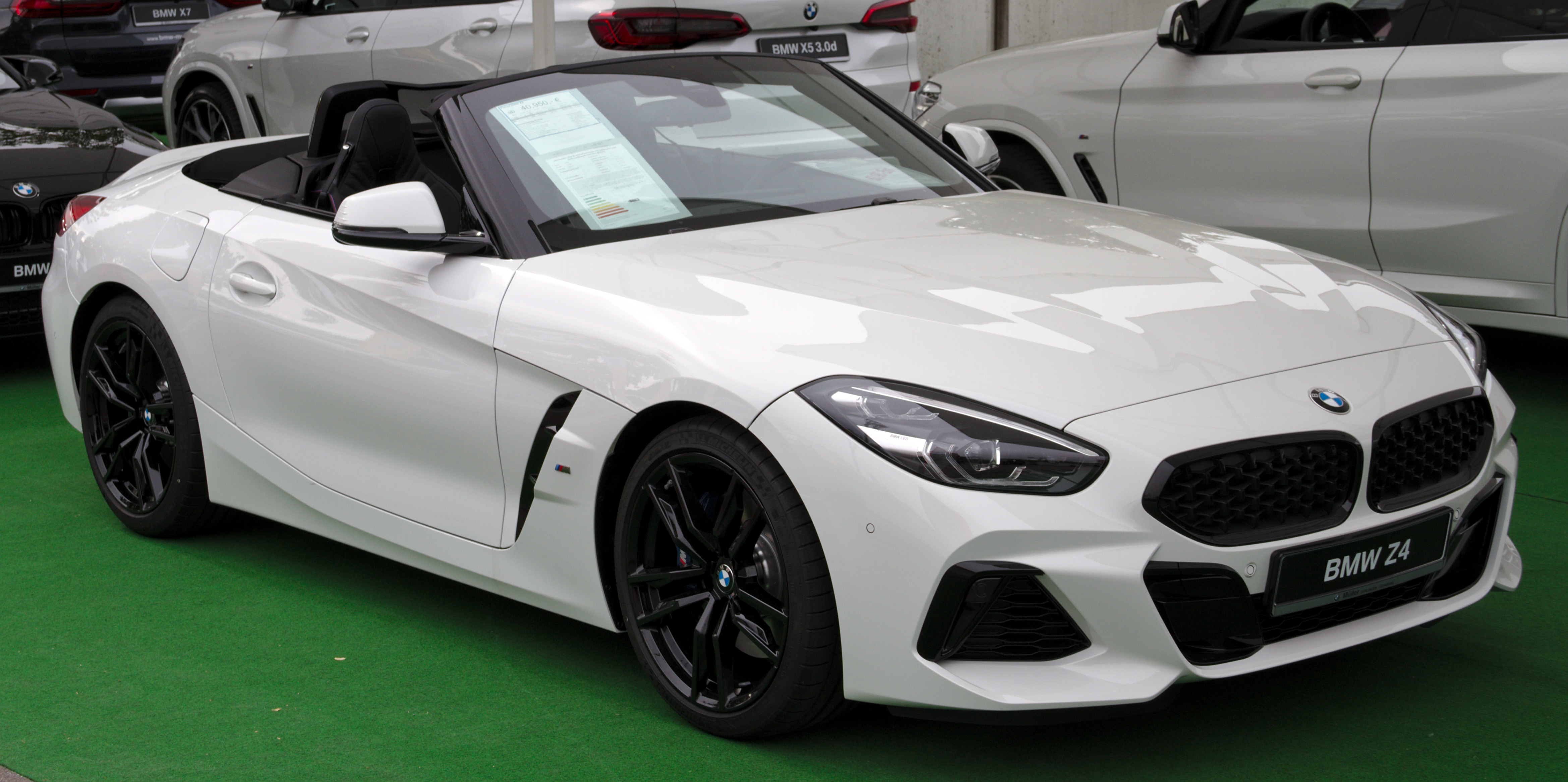
BMW G29.